# ماركوس ديكسون
ماركوس ديكسون (بالإنجليزية: Marcus Dixon)‏ هو لاعب كرة قدم أمريكية أمريكي، ولد في 16 سبتمبر 1984 في روما في الولايات المتحدة.

## وصلات خارجية
- ماركوس ديكسون على موقع مرجع كرة القدم المحترفة.كوم (الإنجليزية)